# Warnes River
Der Warnes River ist ein Fluss im Nordosten des australischen Bundesstaates New South Wales.

## Geographie
Er entspringt im nördlichen Tafelland von New South Wales an den Osthängen der Great Dividing Range, etwa 20 Kilometer östlich der Kleinstadt Yarrowitch im Westteil des Werrikimbe-Nationalparks. Von seiner Quelle aus fließt der Fluss durch unbesiedeltes Land zuerst nach Nordwesten und dann nach Norden in den Oxley-Wild-Rivers-Nationalpark. Dort mündet er etwa 16 Kilometer nördlich von Yarrowitch in den Yarrowitch River.
Auf seinem gesamten Lauf befindet sich der Warnes River in der Local Government Area Walcha und im Vernon County.

## Landwirtschaft
Das Land an den Ufern des Warnes River gilt als gutes Weidegebiet und wird größtenteils für die Aufzucht von Kälbern genutzt.